# Storgletsjer
De Storgletsjer is een gletsjer in Nationaal park Noordoost-Groenland in het uiterste noordwesten van Groenland. De gletsjer ligt in de Stauningalpen in het Scoresbyland.
Het is een van de zeven gletsjers die uitkomen in het dal van de Schuchert. Andere gletsjers zijn onder andere de Bjørnbogletsjer, de Roslingletsjer, de Gannochygletsjer, de Schuchertgletsjer, de Siriusgletsjer en de Aldebarangletsjer. De Storgletsjer stroomt vanuit het noordwesten in het Schuchertdal in.
De Storgletsjer heeft een lengte van meer dan 15 kilometer en heeft daarnaast nog meerdere takken die op de hoofdtak uitkomen.